# Corydon (personnage)
 (février 2013).
Si vous disposez d'ouvrages ou d'articles de référence ou si vous connaissez des sites web de qualité traitant du thème abordé ici, merci de compléter l'article en donnant les références utiles à sa vérifiabilité et en les liant à la section « Notes et références ».

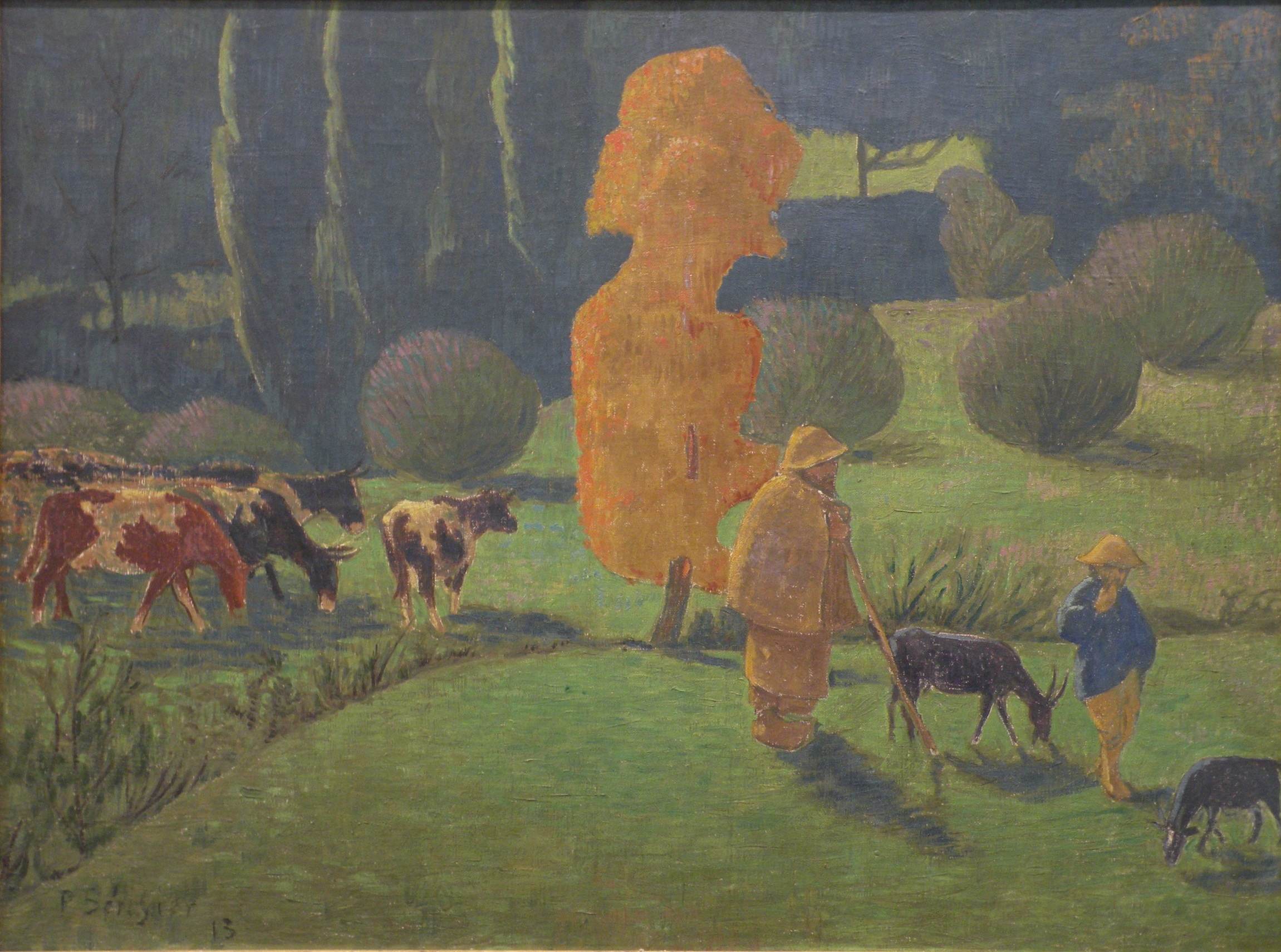
Le Berger Corydon par Paul Sérusier, musée d’art moderne André-Malraux, Le Havre.

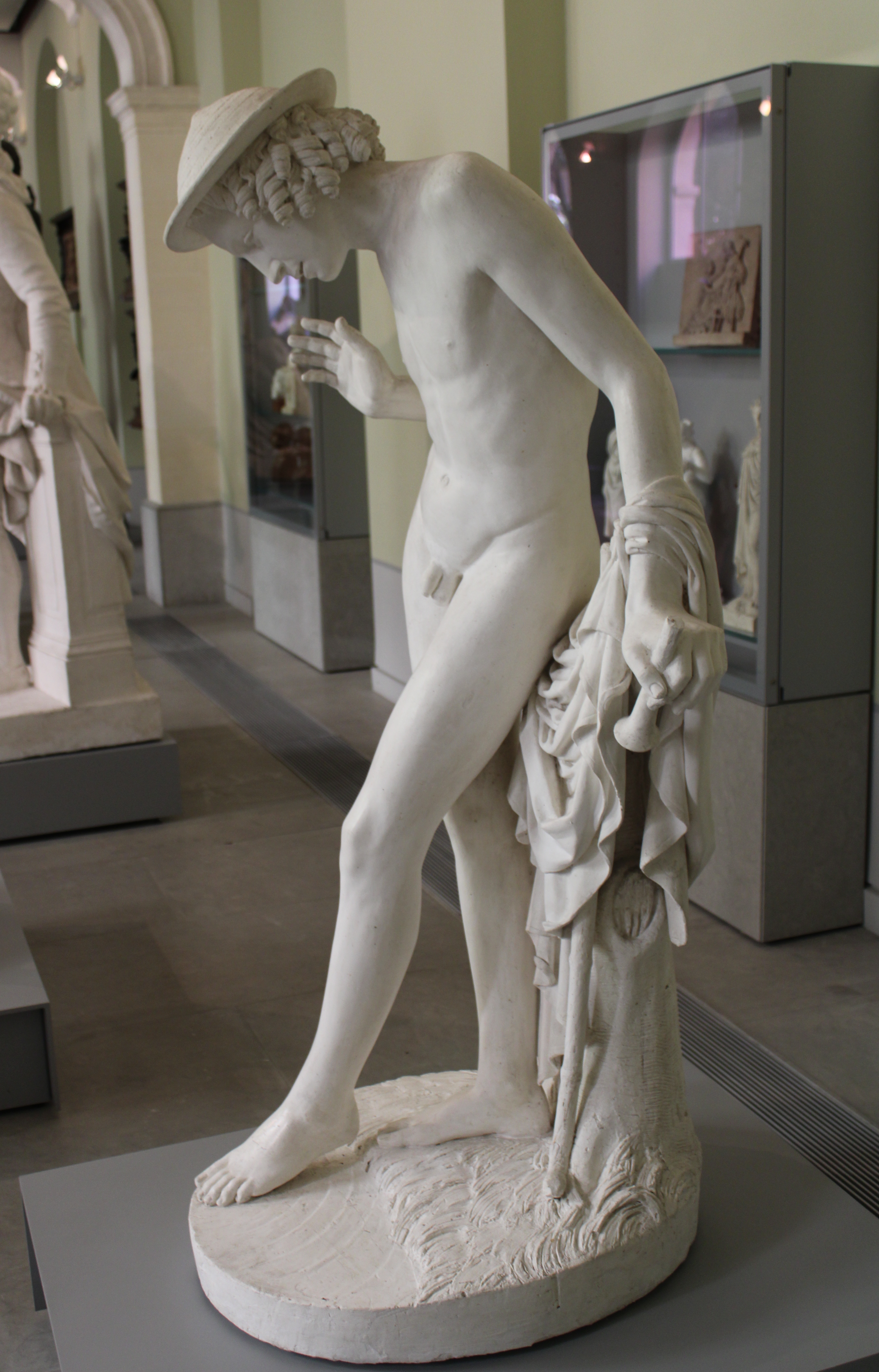
Le Berger Corydon, plâtre de Hippolyte Ferrat (1822-1882), musée Granet, Aix-en-Provence.

Corydon (du grec κόρυδος, korudos, « alouette ») est le nom d'un berger musicien de la Grèce antique présent dans des poèmes pastoraux et des fables.

## Sources antiques

### Idyllesde Théocrite

#### Idylle IV
Le nom apparaît pour la première fois dans l'Idylle IV de Théocrite. Il y discute avec un autre berger, Battus ; ensemble, ils gardent leurs troupeaux, tout en médisant. On y apprend qu'il garde les génisses d'un certain Aigon, qui l'a chargé de les conduire au pâturage. Celui-ci, en partant pour Pise, il lui a donnée une flûte, dont il sait se servir. Ainsi, il dit jouer fort bien l'air de Glaucé, celui de Pyrrhus et ceux-ci : « Je célèbre Crotone », « Zacynthe est une belle ville », « Le cap Lacinium ». Enfin, on le voit avoir du mal à gérer ses bêtes, regrettant ne pas avoir sa houlette. Il habite près de Crotone, en Italie du Sud. Il est décrit comme plus rustique, moins délicat et moins philosophe que la majorité des bergers de Théocrite, placés en Sicile.

#### Idylle V
Cette caractérisation se retrouve dans l'Idylle V, où le nom de Corydon est associé à l'adjectif « sauvage ». En effet, Lacon le Sybarite accuse un autre berger, Comatas, de lui avoir volé sa flûte. Ce dernier lui répond : « N'est-ce pas assez pour toi de souffler avec Corydon dans un pipeau sauvage ? »

### Bucoliquesde Virgile

#### Deuxième Bucolique
Le nom a également été utilisé par le poète latin Virgile, dans plusieurs de églogues ses Bucoliques (recueil paru en -37 ). Dans la deuxième, Corydon est le berger brûlant d'amour pour Alexis, jeune esclave du riche Iollas, mais qui le méprise. Avec le chevrier Thyrsis, il se livre à un chant amébée. Pourtant, l'héritage de Théocrite est moins évident qu'il y paraît : la Deuxième Bucolique est imitée de l'Idylle XI de Théocrite, qui donne la parole au cyclope Polyphème. Le nom de Thyrsis est aussi celui d'un berger de l'Idylle I de Théocrite.
Corydon déclare avoir aussi aimé Ménalque, un homme brun : c'est un personnage de la Troisième Bucolique. Il souligne aussi combien il est riche en troupeaux : mille brebis paissent pour lui sur les monts de Sicile et le lait nouveau ne lui manque jamais. Il chante les airs que chantait, quand il appelait ses troupeaux, Amphion de Thèbes (en) sur le haut Aracynthe (en). Il s'agit respectivement d'un des deux fondateurs de Thèbes et d'une chaîne de montagnes d'Étolie, en Grèce centrale. Enfin, quand il affirme rivaliser en beauté avec Daphnis, il fait allusion à un berger de Sicile, fils d'Hermès et d'une nymphe, qui fut amant de Pan.
Quant à l'Idylle IV, elle est reprise dans la Troisième Bucolique. C'est ainsi que Virgile brouille les pistes et, tout en témoignant de sa dette à l'égard de son prédécesseur grec, marque son originalité.

#### Cinquième Bucolique
Corydon est brièvement évoqué dans la Cinquième Bucolique (en), où Ménalque dit à Mopsus « Reçois de moi d'abord ce frêle chalumeau : II m'apprit à chanter : "Corydon brûlait pour le bel Alexis." ».

#### Septième Bucolique
Il revient dans la Septième Bucolique (en), où il fait partie des personnages principaux. Mélibée le berger y raconte qu'avec le chevrier Thyrsis, il se livra à un grand combat de chant en vers, près de la rivière Mincius (où se tenait aussi Daphnis). Le premier ouvrit le duel, puis le second qui répondit dans un ordre similaire, ordre qui se répéta pendant six tours. À la fin, Mélibée déclare que Thyrsis disputa vainement la victoire et que, depuis ce temps-là, il considère toujours Corydon comme étant sans égal.  

### Bucoliquesde Calpurnius Siculus
Il réapparaît chez le poète latin Calpurnius Siculus dans trois églogues de ses Bucoliques (en).

#### Premier églogue
Le premier églogue le montre en compagnie d'Ornitus. Il souhaite se rendre dans la grotte sanctuaire de Pan/Faunus : puisqu'une femme appelée Leucé lui a récemment refusé les joyeuses étreintes de la nuit, il peut désormais y accéder. En cours de route, ils découvrent des vers gravés par le dieu à la serpe sur un hêtre, arbre qui lui est consacré. Il y déclare la renaissance d'un âge d'or, apportant une nouvelle ère de paix, la fin de la corruption politique, le rétablissement de la loi, de l'ordre et du bonheur pour les peuples du monde entier. Une comète brillante dans le ciel présage la paix et le règne d'un nouveau César. Ils décident alors d'adorer ce dieu et de chanter ses vers à la flûte, espérant que Mélibée les fasse parvenir à d'augustes oreilles.
Ce poème fait allusion à de nombreuses sources. Il s'inspire principalement de la Quatrième Bucolique de Virgile, qui annonce également un nouvel âge d'or. Hubbard considère que le poème, en particulier la description de la comète, fait allusion à Lucain. Le concept d’un poème écrit sur un arbre ou de l’écorce se retrouve dans plusieurs poèmes pastoraux antérieurs. Certains critiques ont soutenu qu’une telle référence à l’écriture est le reflet d’un retard littéraire conscient.

#### Quatrième églogue
Le quatrième le montre rêveur, sous un platane, au bord de l'eau, méditant des vers qui n'ont rien d'agreste, mais qui célèbrent le fameux âge d'or des mythologies grecque et romaine et chantent la gloire du dieu, arbitre de la paix dans Rome et maître absolu de l'univers. Ce même sujet occupe aussi son frère Amyntas (dont l'âge se rapproche du sien). Mélibée lui rappelle pourtant que, jadis, il blâma si souvent son frère, avec l'austérité d'un père, lorsqu'il voulait s'exercer sur de légers pipeaux, l'ordonnant de renoncer Muses stériles et de s'occuper plutôt de tâches agricoles. Corydon le reconnaît, mais souligne que les temps et le dieu sont changés ; l'espoir leur sourit davantage. Il le remercie de l'avoir nourri, lui et son frère, le dispensant de chercher de quoi survivre et il ne serait pas un aussi bon artiste. Aussi, il lui demande d'encourager ses efforts. Enfin, il déclare vouloir essayer la flûte que lui donna la veille le savant Iolas, en lui disant qu'elle apaise les taureau farouches, et charme Faunus, leur protecteur ; elle appartint au poète Tityre, qui, le premier sur ces montagnes, sut tirer des sons mélodieux des pipeaux de Sicile.
Mélibée l'encourage donc, mais lui souligne que sa flûte sonore risque de prendre un ton aussi délicat que dans l'églogue d'Alexis ; il lui conseille plutôt de choisir ces chalumeaux dont les graves accents rendirent les forêts dignes d'un consul. Il propose que lui et son frère chantent leurs vers tour à tour. Tous deux louent l'empereur, lui attribuant des qualités divines, déclarant qu'il a apporté la fertilité, la prospérité et la paix au pays et lui souhaitent un long règne. À la fin de leur duo, Méliboée remarque qu'il pensait que leurs vers auraient été grossiers et rustiques, mais finalement, ils sont si harmonieux et si doux qu'il les préférerais au nectar des abeilles péligniennes. Corydon manifeste alors son souhait d'avoir sa propre ferme, contrairement à sa vie actuelle de travail rustique. Il demande à Méliboée d'apporter ses œuvres à l'empereur. Il dit que cela mettrait celui-ci dans la même position que la personne qui a conduit Tityrus à la ville et l'a encouragé à quitter la bergerie et à chanter la campagne et, par la suite, la guerre. Cependant, Amyntas déclare qu'il serait temps de préparer un repas, tandis que Méliboée leur conseille de se dépêcher de conduire leurs brebis à la rivière, la chaleur dévorante devenant plus importante.
Cette églogue est une dramatisation programmatique de la place de Calpurnius dans la tradition littéraire ; il aurait même une signification autobiographique. Le personnage de Tityre représente peut-être Virgile et le patron de Tityre (anonyme dans le poème, mais auquel Méliboée est comparé) doit être Mécène. Ce raisonnement se fonde entre autres sur l'identification de Tityre avec Virgile dans les lectures anciennes des Églogues de Virgile. Il se base aussi sur la référence de Corydon à l'ascension de Tityre de la bergerie (ovili) aux chants sur la campagne (rura) puis à la guerre (arma) – ce qui fait allusion à la progression de Virgile des Églogues (poésie pastorale), aux Géorgiques (un poème didactique sur l'agriculture) puis à l'Énéide (poésie épique de guerre). La comparaison favorable de Méliboée avec le nectar des abeilles pourrait être considérée comme une référence aspirationnelle au poète Ovide (qui est né dans la tribu des Paeligni). Evangelos Karakasis note l'utilisation d'un langage post-classique/post-augustéen; en particulier dans les vers parlés par Mélibée et, dans une moindre mesure, par Corydon. Il considère cela comme un signe d'innovation linguistique, reflétant la « nouveauté générique » et les « tendances non pastorales » du poème.

#### Septième églogue
Le septième commence par une remarque de Lycotas, qui dit à Corydon qu'il est resté bien longtemps à Rome, au point que les bois et ses taureaux lui réclament ses chants joyeux. Corydon le traite d'esprit borné et plus dur que le chêne et lui fait part des plaisirs de la ville, qu'il estime supérieurs à ceux de la campagne. Il lui raconte sa visite d'un amphithéâtre qui dominait presque la roche Tarpéienne. Ce qu'il avait sous ses yeux l'émerveillait ! À ce moment-là, un vieil homme, clairement plus familier avec la ville que Corydon, lui a dit que même lui était émerveillé par le spectacle, qui surpassait les divertissements précédents. Corydon décrit l'architecture et les décorations du théâtre, ainsi que les nombreux animaux exposés, dont certains sautaient par des trappes dans le sol de l'arène elle-même. Lycotas envie la jeunesse de Corydon et lui demande s'il a pu apercevoir le dieu (c'est-à-dire l'empereur) lui-même et lui demande de le décrire. Corydon mentionne que, comme il était habillé de ses vêtements de paysan (avec son manteau brun et l'agrafe qui le retient), il n'a pas pu s'approcher suffisamment pour avoir une bonne vue. Cependant, il pensait que l'empereur avait le visage de Mars et d'Apollon réunis.
Cet églogue pourrait être une réécriture ou une « inversion consciente » de la Première Bucolique de Virgile. Thomas K. Hubbard (en) décrit cette églogue comme « un rejet de la vie et de la vision pastorales ». Différents chercheurs ont tenté d'identifier le théâtre décrit dans l'Églogue VII avec différents sites historiques de Rome. Charles Merivale, Edward Gibbon et Hubbard, entre autres, l'identifient au Colisée (en référence aux mosaïques et aux murs de marbre décrits dans l'églogue) ; Charles Haines Keene considère cette hypothèse comme erronée, notamment car ledit site étant trop loin de la roche Tarpéienne ; il l'identifie plutôt à l'amphithéâtre en bois antérieur de Néron.

## Apparitions après l'Antiquité
Corydon est mentionné dans le poème épique The Faerie Queene du poète anglais Edmund Spenser (1590) comme un berger dans le chant X du livre VI. Dans cette section, il est dépeint comme un lâche qui ne parvient pas à venir en aide à Pastorella quand elle est poursuivie par un tigre.
Corydon est aussi le nom d'un berger dans un hymne chrétien intitulé Pastoral Elegy (en), comprise dans le Old Missouri Harmony Songbook. La ville américaine de Corydon, Indiana, fondée en 1816, est nommée d'après le pasteur de cet hymne.
Le Corydon de Virgile a donné son nom au Corydon moderne du romancier français André Gide, pour son roman publié en 1920. L'auteur oublie le caractère original rustique présent chez Théocrite, et retient deux choses de Virgile : le thème de l'homosexualité (de la Deuxième Bucolique) et la forme dialoguée propre à la majorité des Bucoliques.
Le nom est également utilisé pour un jeune berger dans la trilogie pour enfants anglaise de Tobias Druitt (en) : Corydon et l'île des monstres (en), Corydon et la chute de l'Atlantide et Corydon et le siège de Troie (2005-2007).